# Epiblema boxcana
Epiblema boxcana es una especie de polilla del género Epiblema, familia Tortricidae. Fue descrita científicamente por Kearfott en 1907.
Tiene una envergadura de 12 a 18 mm. Vuela de abril a septiembre. Se encuentra desde el sudeste de Canadá hasta Texas y Georgia.